# Lista monumentelor istorice din Roman, județul Neamț

Simbol utilizat în România pentru monumentele istorice

Lista monumentelor istorice din Roman, judetul Neamț cuprinde monumentele istorice din Roman înscrise în Patrimoniul cultural național al României. Lista completă este menținută și actualizată periodic de către Ministerul Culturii, Cultelor și Patrimoniului Național din România, ultima versiune datând din 2015.

| Cod LMI                                                                       | Denumire                                                                | Localitate       | Localizare                                                            | Datare, Creatori             | Imagine               | Erori             |
| ----------------------------------------------------------------------------- | ----------------------------------------------------------------------- | ---------------- | --------------------------------------------------------------------- | ---------------------------- | --------------------- | ----------------- |
| NT-I-s-A-10534 (RAN: 120879.01.01)                                            | Cetatea Mușatină a Romanului                                            | municipiul Roman | Str. Alexandru cel Bun 5, „Parcul Zoologic” 46.93333°N 26.91667°E     | 1392-înc. sec. XV.           | Încarcă foto \| video | Raportează eroare |
| NT-II-m-B-10650                                                               | Casa Prisecaru                                                          | municipiul Roman | Str. Alecsandri Vasile 6                                              | sec. XIX                     | Încarcă foto \| video | Raportează eroare |
| NT-II-m-B-10651                                                               | Seminarul teologic „Sf. Gheorghe”                                       | municipiul Roman | Str. Alexandru cel Bun 2                                              | sf. sec. XIX                 |                       | Raportează eroare |
| NT-II-a-B-10665                                                               | Ansamblul Fundației „Melchisedec”                                       | municipiul Roman | Str. Alexandru cel Bun 4                                              | sec. XIX - XX                |                       | Raportează eroare |
| NT-II-m-B-10665.01                                                            | Casa dr. Alexandru Teodoru                                              | municipiul Roman | Str. Alexandru cel Bun 4                                              | 1849                         |                       | Raportează eroare |
| NT-II-m-B-10665.02                                                            | Capela episcopului M. Ștefănescu                                        | municipiul Roman | Str. Alexandru cel Bun 4                                              | 1938                         |                       | Raportează eroare |
| NT-II-m-B-10665.03                                                            | Școala de cântărețibisericești                                          | municipiul Roman | Str. Alexandru cel Bun 4                                              | 1911                         |                       | Raportează eroare |
| NT-II-m-B-10665.04                                                            | Grădinițadecopii                                                        | municipiul Roman | Str. Alexandru cel Bun 4                                              | 1915                         |                       | Raportează eroare |
| NT-II-a-A-10652 (RAN: 120879.02.01, 120879.02.02, 120879.02.03, 120879.02.04) | Episcopia Romanului                                                     | municipiul Roman | Str. Alexandru cel Bun 5 46.93333°N 26.91667°E                        | sec. XVI - XIX               |                       | Raportează eroare |
| NT-II-m-A-10652.01                                                            | Catedrala episcopală „Sf. Paraschiva”                                   | municipiul Roman | Str. Alexandru cel Bun 5 46.9183°N 26.92972°E                         | 1542-1550                    |                       | Raportează eroare |
| NT-II-m-A-10652.02 (RAN: 120879.04.01, 120879.04.02, 120879.04.03)            | Casa Veniamin Costachi                                                  | municipiul Roman | Str. Alexandru cel Bun 5                                              | sec. XIX                     |                       | Raportează eroare |
| NT-II-m-A-10652.03                                                            | Palat episcopal                                                         | municipiul Roman | Str. Alexandru cel Bun 5                                              | 1870                         |                       | Raportează eroare |
| NT-II-m-A-10652.04                                                            | Turn clopotniță                                                         | municipiul Roman | Str. Alexandru cel Bun 5 46.9183°N 26.92976°E                         | 1786                         |                       | Raportează eroare |
| NT-II-m-A-10652.05                                                            | Zid de incintă                                                          | municipiul Roman | Str. Alexandru cel Bun 5                                              | sec. XVII                    |                       | Raportează eroare |
| NT-II-m-B-10653                                                               | Casă, azi sediu Poliție                                                 | municipiul Roman | Str. Bogdan Dragoș 16                                                 | sec. XIX                     |                       | Raportează eroare |
| NT-II-a-B-10654                                                               | Ansamblul bisericii negustorilor brașoveni din Roman                    | municipiul Roman | Str. Bradului 2                                                       | sec. XVII-XIX                | Încarcă foto \| video | Raportează eroare |
| NT-II-m-B-10654.01                                                            | Biserica „Sf. Nicolae”                                                  | municipiul Roman | Str. Bradului 2                                                       | 1747                         |                       | Raportează eroare |
| NT-II-m-B-10654.02                                                            | Turn clopotniță                                                         | municipiul Roman | Str. Bradului 2 46.92082°N 26.9244°E                                  | 1810                         |                       | Raportează eroare |
| NT-II-m-B-10656                                                               | Poșta                                                                   | municipiul Roman | Str. Cuza Vodă 3 46.9221°N 26.9274°E                                  | 1910                         |                       | Raportează eroare |
| NT-II-m-B-10658                                                               | Casă, azi Grădiniță cu program normal                                   | municipiul Roman | Str. Cuza Vodă 9bis                                                   | sec. XIX                     |                       | Raportează eroare |
| NT-II-m-B-10657                                                               | Școala armenească, azi Clubul elevilor                                  | municipiul Roman | Str. Cuza Vodă 12                                                     | sec. XIX                     |                       | Raportează eroare |
| NT-II-m-B-10659                                                               | Casa Fălcoianu, azi Muzeul de istorie                                   | municipiul Roman | Str. Cuza Vodă 19                                                     | cca. 1900                    |                       | Raportează eroare |
| NT-II-m-B-10660                                                               | Casa Nevruzzi, azi Muzeul de istorie                                    | municipiul Roman | Str. Cuza Vodă 26 46.92581°N 26.92441°E                               | sec. XIX                     |                       | Raportează eroare |
| NT-II-m-B-10661                                                               | Școala generală nr. 3                                                   | municipiul Roman | Str. Cuza Vodă 84                                                     | 1900                         |                       | Raportează eroare |
| NT-II-m-B-10662                                                               | Casa general Iliescu, azi Grădinița nr. 2                               | municipiul Roman | Str. Dobrogeanu Gherea Constantin 26 46.92888°N 26.93191°E            | sec. XIX                     |                       | Raportează eroare |
| NT-II-m-B-10663                                                               | Casa Robu, azi Muzeul de Artă                                           | municipiul Roman | Str. Eminescu Mihai 3 46.92605°N 26.9311°E                            | 1900                         |                       | Raportează eroare |
| NT-II-a-B-10664                                                               | Ansamblul gimnaziului „Roman Vodă”                                      | municipiul Roman | Str. Eminescu Mihai 4                                                 | sec. XIX                     | Încarcă foto \| video | Raportează eroare |
| NT-II-m-B-10664.01                                                            | Gimnaziul „Roman Vodă”                                                  | municipiul Roman | Str. Eminescu Mihai 4 46.92551°N 26.93064°E                           | 1899                         |                       | Raportează eroare |
| NT-II-m-B-10664.02                                                            | Vila Hogaș                                                              | municipiul Roman | Str. Tineretului 46.92488°N 26.93225°E                                | sec. XIX                     |                       | Raportează eroare |
| NT-II-s-B-10673                                                               | Ansamblu de locuințe muncitorești                                       | municipiul Roman | Str. Energiei, Turturelelor 1-15                                      | 1900-1905                    | Încarcă foto \| video | Raportează eroare |
| NT-II-m-A-10666 (RAN: 120879.06.01)                                           | Fosta biserică armenească, azi biserica „Adormirea Maicii Domnului”     | municipiul Roman | Str. Micle Veronica 13 46.9234°N 26.92776°E                           | 1609                         | Alte imagini          | Raportează eroare |
| NT-II-m-B-10668                                                               | Casa sameșului Iancu Teodoru, azi cămin de bătrâni                      | municipiul Roman | Str. Micle Veronica 21                                                | 1850                         | Încarcă foto \| video | Raportează eroare |
| NT-II-m-B-10667 (RAN: 120879.05)                                              | Biserica „Sf. Voievozi”, Biserica „Albă Domnească”                      | municipiul Roman | Str. Micle Veronica 22 46.92398°N 26.92921°E                          | 1611-1615                    |                       | Raportează eroare |
| NT-II-a-B-10669                                                               | Ansamblul bisericii „Adormirea Maicii Domnului”                         | municipiul Roman | Str. Mușat Roman 22 46.91987°N 26.92796°E                             | sec. XVI - XIX               |                       | Raportează eroare |
| NT-II-m-B-10669.01                                                            | Biserica „Adormirea Maicii Domnului”                                    | municipiul Roman | Str. Mușat Roman 22 46.91991°N 26.92751°E                             | 1569                         |                       | Raportează eroare |
| NT-II-m-B-10669.02                                                            | Turn clopotniță                                                         | municipiul Roman | Str. Mușat Roman 22 46.92002°N 26.9274°E                              | 1753                         |                       | Raportează eroare |
| NT-II-m-B-10655                                                               | Casa Rollrich, azi Administrația piețelor                               | municipiul Roman | Str. Petrodava 8                                                      | sec. XIX                     |                       | Raportează eroare |
| NT-II-m-B-10670                                                               | Biserica „Sf. Gheorghe”                                                 | municipiul Roman | Str. Porojan, soldat 8 46.92038°N 26.93414°E                          | 1847                         |                       | Raportează eroare |
| NT-II-m-B-10672                                                               | Casă                                                                    | municipiul Roman | Str. Principatele Unite 2                                             | sec. XIX                     |                       | Raportează eroare |
| NT-II-m-B-10674                                                               | Școalade Arteși meserii, azi Liceul nr. 3                               | municipiul Roman | Str. Republicii 1-3 46.93111°N 26.92399°E                             | 1881                         |                       | Raportează eroare |
| NT-II-m-B-10694 (RAN: 120879.08, 120879.08.01, 120879.08.02, 120879.08.03)    | Casa Ioachim, azi Biblioteca Municipală                                 | municipiul Roman | Str. Roman Mușat 19 46.92106°N 26.92884°E                             | 1890                         |                       | Raportează eroare |
| NT-II-m-B-10675                                                               | Școala nr. 1 „Vasile Alecsandri”                                        | municipiul Roman | Str. Rosetti C.A. 8                                                   | 1885                         |                       | Raportează eroare |
| NT-II-a-B-10676 (RAN: 120879.03)                                              | Ansamblul Spitalului Unificat                                           | municipiul Roman | Str. Speranței 11                                                     | sec. XVIII - XIX             |                       | Raportează eroare |
| NT-II-m-B-10676.01                                                            | Spitalul Unificat, fosta Bolniță                                        | municipiul Roman | Str. Speranței 11                                                     | 1788, adăugiri 1872          |                       | Raportează eroare |
| NT-II-m-B-10676.02                                                            | Casa Iohan Simeon Bruckner - Spițerul                                   | municipiul Roman | Str. Speranței 11                                                     | sec. XIX                     | Încarcă foto \| video | Raportează eroare |
| NT-II-m-B-10677                                                               | Hala alimentară, azi hala centrală                                      | municipiul Roman | Str. Sucidava 127                                                     | 1929                         |                       | Raportează eroare |
| NT-II-m-B-10678                                                               | Biserica „Intrarea în Biserică”, „Precista Mică”                        | municipiul Roman | Str. Sucidava 143                                                     | 1791-1826                    |                       | Raportează eroare |
| NT-II-a-B-10680                                                               | Centru istoric urban                                                    | municipiul Roman | Str. Ștefan cel Mare 181-292                                          | mijl.sec. XIX - înc. sec. XX | Încarcă foto \| video | Raportează eroare |
| NT-II-m-B-10679                                                               | Hanul Vițig, azi locuințe                                               | municipiul Roman | Str. Ștefan cel Mare 186                                              | sec. XIX                     | Încarcă foto \| video | Raportează eroare |
| NT-II-m-B-10681                                                               | Casa Romașcană, azi restaurant                                          | municipiul Roman | Str. Ștefan cel Mare 200 46.9286°N 26.92235°E                         | sec. XIX                     |                       | Raportează eroare |
| NT-II-m-B-10682                                                               | Casă                                                                    | municipiul Roman | Str. Ștefan cel Mare 213                                              | sec. XIX                     | Încarcă foto \| video | Raportează eroare |
| NT-II-m-B-10683                                                               | Casa Brănișteanu, azi Cercul Militar                                    | municipiul Roman | Str. Ștefan cel Mare 230 46.92664°N 26.92219°E                        | 1885                         |                       | Raportează eroare |
| NT-II-m-B-10684                                                               | Casa Niță                                                               | municipiul Roman | Str. Ștefan cel Mare 235                                              | sec. XIX                     | Încarcă foto \| video | Raportează eroare |
| NT-II-m-B-10685                                                               | Casă                                                                    | municipiul Roman | Str. Ștefan cel Mare 238                                              | 1891                         | Încarcă foto \| video | Raportează eroare |
| NT-II-m-B-10686                                                               | Casa Costache Morțun, azi Muzeul de Științe Naturale                    | municipiul Roman | Str. Ștefan cel Mare 244 46.93383°N 26.92576°E                        | sec. XIX                     |                       | Raportează eroare |
| NT-II-m-B-10687                                                               | Spitalul Militar, azi Club „S.C. Petrotub S.A”                          | municipiul Roman | Str. Ștefan cel Mare 246 46.93131°N 26.92224°E                        | sec. XIX                     |                       | Raportează eroare |
| NT-II-m-B-10689                                                               | Casa elvețiană                                                          | municipiul Roman | Str. Ștefan cel Mare 249 46.92866°N 26.9218°E                         | 1926                         |                       | Raportează eroare |
| NT-II-m-B-10688                                                               | Casa Cristea Ștefănescu                                                 | municipiul Roman | Str. Ștefan cel Mare 259 46.92915°N 26.92167°E                        | 1910                         |                       | Raportează eroare |
| NT-II-m-B-10690                                                               | Gara Roman                                                              | municipiul Roman | Str. Ștefan cel Mare 271 46.9374°N 26.92015°E                         | 1869                         |                       | Raportează eroare |
| NT-II-m-B-10691                                                               | Școala normală, azi Grup Școlar Industrial - Construcții de Mașini      | municipiul Roman | Str. Ștefan cel Mare 274                                              | sec. XIX                     | Încarcă foto \| video | Raportează eroare |
| NT-II-m-B-10692                                                               | Casă primar Brăescu                                                     | municipiul Roman | Str. Tineretului 20                                                   | sec. XIX                     | Încarcă foto \| video | Raportează eroare |
| NT-II-a-B-10693                                                               | Ansamblul Liceului „Roman Vodă”                                         | municipiul Roman | Str. Tineretului 24                                                   | sec. XIX - XX                |                       | Raportează eroare |
| NT-II-m-B-10693.01                                                            | Liceul Roman Vodă (corp B)                                              | municipiul Roman | Str. Tineretului 24 46.92661°N 26.93128°E                             | 1920                         |                       | Raportează eroare |
| NT-II-m-B-10693.02                                                            | Casa Cantacuzino                                                        | municipiul Roman | Str. Tineretului 24                                                   | sec. XIX                     |                       | Raportează eroare |
| NT-II-m-B-10649                                                               | Casa vornicului Done, fostă Liceul de Artă, azi Casa Sergiu Celibidache | municipiul Roman | Str. Veronica Micle 2                                                 | 1828                         |                       | Raportează eroare |
| NT-IV-m-B-10766                                                               | Casa agronomului Ion Ionescu de la Brad                                 | municipiul Roman | Str. Ionescu Ionde la Brad 8                                          | sec. XIX                     | Încarcă foto \| video | Raportează eroare |
| NT-IV-m-B-10765                                                               | Monumentul Eroilor din primul război mondial                            | municipiul Roman | str. Mihail Viteazul, în cimitirul municipal                          | 1920                         |                       | Raportează eroare |
| NT-IV-m-B-10767                                                               | Mormântul arhimandritului Vartolomeu Măzăreanu                          | municipiul Roman | Str. Roman Mușat 22 în incinta bisericii „Adormirea Maicii Domnului”  | sec. XX                      |                       | Raportează eroare |
| NT-IV-m-B-10768                                                               | Mormântul episcopului Melchisedec Ștefănescu                            | municipiul Roman | Str. Roman Mușat 22, în incinta bisericii „Adormirea Maicii Domnului” | sec. XIX                     |                       | Raportează eroare |
| NT-III-m-B-10742                                                              | Stejarul Unirii                                                         | municipiul Roman | Str. Smirodava 1, în parcul municipal                                 | sec. XIX                     |                       | Raportează eroare |
| NT-III-m-B-10743                                                              | Bustul agronomului Ion Ionescu de la Brad                               | municipiul Roman | Str. Ștefan cel Mare, în parcul municipal 46.93359°N 26.92234°E       | 1968                         |                       | Raportează eroare |